# Шевченко, Анатолий Иванович
Анато́лий Ива́нович Шевче́нко (род. 17 мая 1948, Кожаны, Брянская область) — гетман всеукраинской общественной организации «Украинское реестровое казачество» (УРК), член Совета Украинского казачества при Президенте Украины, заслуженный деятель науки и техники Украины, член-корреспондент НАН Украины, доктор технических наук, профессор, председатель редакционной коллегии газеты «Украина казацкая».

## Биография
А. И. Шевченко родился 17 мая 1948 года в селе Кожаны (в XVIII веке — Стародубский полк Гетманщины). Офицер КГБ СССР и СБУ Украины. Закончил службу в КГБ в звании подполковника. Звание полковник было присвоено в отставке. В 2002 году был избран гетманом УРК. Женат, две дочери — Элла, Алена и сын Михаил.

## Создание и руководство Украинским реестровым казачеством
В 2002 выступил инициатором возрождения Украинского реестрового казачества и с этого времени является самопровозглашенным гетманом этой организации.

## Ректор университета
В 1993 г. первый набор студентов осуществил Институт проблем искусственного интеллекта (ИПИИ). ИПИИ первые два года занимал два небольших здания на территории Донецкого научно-исследовательского угольного института (ДонУгИ). ИПИИ был образован в 1991 г. на базе СКБ «Интеллект» (засекреченного исследовательского института).
В 1995 г. состоялся переезд студентов на 4-й этаж ПТУ-6 по адресу пр-т Богдана Хмельницкого, д. 84.
С тех пор институт и ПТУ существуют совместно в одном здании. Перечень специальностей и количество учеников в ПТУ постоянно сокращается, в то время как институт расширяется.
В 1997 г. учебная и исследовательская части ИПИИ были разделены. Учебная часть стала называться Донецкий Государственный Институт Искусственного Интеллекта (ДонГИИИ). Шевченко А. И. был избран ректором ДонГИИИ. В 2007 году ДонГИИИ получил статус университета.
В 2011 ДонГИИИ был присоединен к Донецкому национальному техническому университету.

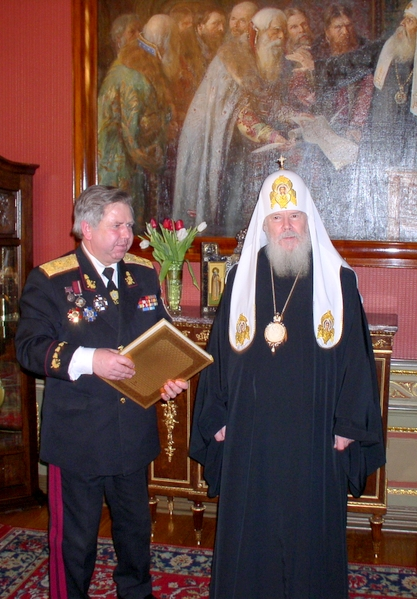
Встреча с Патриархом Алексием ІІ, Москва

Встреча с Папой Иоанном Павлом ІІ, Ватикан

## Политическая деятельность
По инициативе Анатолия Шевченко в 2000 году была создана Всеукраинская партия духовности и патриотизма (ВПДП). В этом же году он был избран председателем партии.
В 2006 году Всеукраинская партия духовности и патриотизма во главе с Анатолием Шевченко принимала участие совместно с Партией защиты пенсионеров, а также Всеукраинской чернобыльской народной партией «За добробут та соціальний захист народу» в выборах в Верховную Раду Украины, создав избирательный блок «Влада народу». По официальным данным ЦИК блок набрал 0,09 % избирательных голосов.

## Значимые научные труды
- Шевченко А.І. Військові перевезення в рамках співробітництва Україна — Європейський Союз // Залізн. трансп. України. — 2006. — № 4.
- Шевченко А.І. З історії служби військових сполучень // Залізн. трансп. України. — 2004.
- Шевченко А. И. Микророботы против подводных лодок // Математичні машини i системи. — 2002. — № 2.
- Шевченко А.І. Христос. — К.: Наука і освіта. — 2004.
- Шевченко А.І. Основи християнства. Шлях до істини. — Наука і освіта, 2004.
- Шевченко А. И. Христианство — историческая закономерность. — Донецк: Изд-во ДонГИИИ, 1998.
- Шевченко А. И. Актуальные проблемы теории искусственного интеллекта: Моногр. — К.: Наука і освіта, 2003.
- Шевченко А. И. Познание истины начинается с веры // Праці III наук.-пр. конф. «Наука. Релігія. Суспільство». — Донецьк, 1998.
- Шевченко А. И. Любовь, согласие и толерантность — путь истинный, предначертанный в «Вечных книгах» // Праці V наук.-пр. конф. «Наука. Релігія. Суспільство». — Донецьк, 1999.